# Джессі Норман
Джессі Норман (англ. Jessye Norman; нар. 15 вересня 1945, Огаста, Джорджія, США — пом. 30 вересня 2019, Нью-Йорк, США) — американська оперна співачка (сопрано).

## Біографія
Джессі Норман народилася 15 вересня 1945 року в місті Огаста, (штат Джорджія) у родині страхового агента та шкільної вчительки. У 1968 році закінчила Університет Мічигану. Норман дебютувала в театрі Німецької опери в Берліні у 1969 році. Маючи надзвичайний голос Норман швидко завойовувала європейську та американську аудиторію ставши однією з найуспішніших оперних співачок.